# Вьентьян (провинция)
Вьентья́н (лаос. ວຽງຈັນ, Виангтян) — провинция (кхвенг) Лаоса к северу от префектуры Вьентьян, население 419 318 человек (2005), образована в 1989 году.

## Административное деление
Провинция разделена на следующие районы:
1. Феуанг (10-06)
2. Хинхуп (10-09)
3. Каси (10-04)
4. Кеоудом (10-03)
5. Мад (10-08)
6. Пхонхонг (10-01)
7. Тураком (10-02)
8. Вангвианг (10-05)
9. Вьенгкхам (10-10)
10. Санакхам (10-07)
11. Хом (10-11)

В 1994—2006 годах часть провинции входила в состав Специальной зоны Сайсомбун (приблизительно 5500 км²). После упразднения этой зоны (13 января 2006 года) площадь провинции Вьентьян составляет 21 500 км².

## География
Провинция Вьентьян достаточно большая, её площадь составляет 15,927 квадратных километров. Она граничит с провинцией Луангпхабанг на севере, провинцией Сиангкхуанг на северо-востоке и с провинцией Боликхамсай на востоке. На юге находится префектура Вьентьян и Таиланд, на западе провинция Сайнябули. Главные города региона – Пхонхонг и Ванг-Вьенг. Вьентьян находится в 170 км от Ванг-Вьенга, их соединяет 13-й маршрут, следующий до Луангпхабанга. Большая часть населения провинции проживает рядом с этой дорогой.
В нескольких километрах на юге от Ванг-Вьенга находится самое большое водохранилище в Лаосе – Нам-Нгым. Большая часть этой территории, особенно леса в южной части, находится в национальной зоне сохранения биоразнообразия Пху Кхао Хуай. На востоке находится самая высокая вершина Лаоса – гора Пху Биа высотой 2820 метров.